# Gojčo
Gojčo a 11. században volt Horvátország bánja, egyben sorban a hatodik ismert bán, aki IV. Krešimir Péter király idejében töltötte be ezt a tisztséget. Feltételezések szerint Gojčo és Gojslav, IV. Krešimir Péter meggyilkolt testvére (1058-1074) egy és ugyanaz a személy volt, bár erre nincs bizonyíték. Mások szerint a király testvéreként ő gyilkolta meg másik testvérét Gojslavot. Gojčót bánként Krešimir 1060-1062-ben kiadott iratai említik, és valószínűleg egyike a meg nem nevezett bánoknak a király 1069-ben, Ninben kiadott oklevelében.